# Filipina
Filipina je žensko osebno ime.

## Izvor imena
Ime Filipina je različica moškega osebnega imena Filip.

## Pogostost imena
Po podatkih Statističnega urada Republike Slovenije je bilo na dan 31. decembra 2007 v Sloveniji število ženskih oseb z imenom Filipina: 28.

## Osebni praznik
V koledarju je ime Filipina zapisano skupaj z imenom Filip.